# Touristenbahnen im Rheinland

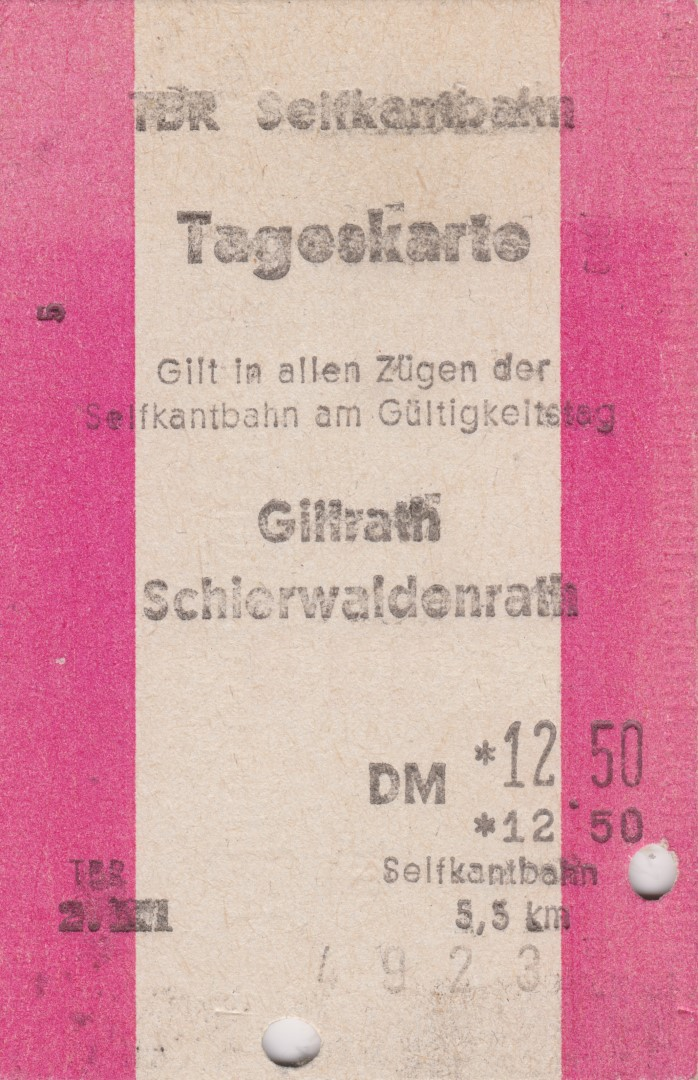
Tageskarte der Selfkantbahn mit Aufdruck „TBR Selfkantbahn“

Die Touristenbahnen im Rheinland GmbH (TBR) ist als Eisenbahnverkehrsunternehmen und seit 2012 auch Eisenbahninfrastrukturunternehmen der „Interessengemeinschaft Historischer Schienenverkehr e. V.“ (IHS) für den Museumsbahnbetrieb der Selfkantbahn auf der ehemaligen Geilenkirchener Kreisbahn zuständig.

## Wirtschaftliche Daten
Sitz der Gesellschaft ist der Bahnhof Schierwaldenrath mit der Adresse Am Bahnhof 13a, 52538 Gangelt. Die TBR ist zu 100 % im Besitz der IHS, das Stammkapital beträgt 420.000 €.
Geschäftsführer sind im Jahr 2021 Bernd Fasel und Harrie Wijtsema, außerdem ist Detlef Boettcher Handlungsbevollmächtigter. Die Gesellschaft hat vier feste Mitarbeiter.

## Geschichte der Gesellschaft
Seit 1969 führte die IHS Fahrten mit historischen Zügen auf der schmalspurigen Bahnstrecke Geilenkirchen–Schierwaldenrath durch, auf der bis 1971 noch Güterverkehr durch die Kreiswerke Heinsberg bestand. Diese stellten den Betrieb jedoch 1971 bis auf Rangierfahrten in Geilenkirchen ein und legten die Strecke still. Zwei Jahre später wurde auch der nicht mehr benötigte Abschnitt von Geilenkirchen nach Gillrath abgebaut und der Restbetrieb eingestellt.
Für den verbleibenden Museumsbahnbetrieb zwischen Gillrath und Schierwaldenrath gründete die IHS daher am 24. Juli 1972 die Touristenbahnen im Rheinland GmbH als Betriebsführungsgesellschaft zur Übernahme der technischen und kaufmännischen Verantwortung. Sie war damit die erste von einem Museumseisenbahnverein gegründete Betriebsführungsgesellschaft, andere Vereine folgten später diesem Beispiel. In den Anfangsjahren wurden alle Aufgaben ehrenamtlich durch Vereinsmitglieder erledigt.
Wegen noch bestehender Verträge wurde die Betriebsführung erst am 5. April 1973 von der neuen Gesellschaft übernommen und verblieb bis dahin direkt beim Verein. Die Strecke wurde von den Kreiswerken Heinsberg gepachtet, die weiterhin die örtliche Betriebsleitung innehatten, ein technischer Betriebsleiter musste jedoch durch IHS und TBR gestellt werden.
Mit der Bahnreform wurden die rechtlichen Grundlagen deutlich geändert. Die TBR wurde am 30. April 1996 als Eisenbahnverkehrsunternehmen (EVU) zugelassen und übernahm somit den Betrieb der Museumszüge in eigener rechtlicher Verantwortung. Die Verantwortung für die Infrastruktur verblieb bei den Kreiswerken Heinsberg bzw. deren Nachfolger WestVerkehr, vertraglich wurde jedoch geregelt, dass die Instandhaltung der Strecke in der Verantwortung der TBR lag.
Am 2. Mai 2011 erhielt die TBR vom Landesverkehrsministerium die Genehmigung zum Betreiben der Eisenbahninfrastruktur bis zum 31. Mai 2061 und damit auch die Zulassung als Eisenbahninfrastrukturunternehmen (EIU). Seit dem 1. August 2018 ist auch die vorher befristete Zulassung als EVU unbefristet.

## Weblink und Quellen
- Förderverein und Betriebsführungsgesellschaft. Interessengemeinschaft Historischer Schienenverkehr, abgerufen am 9. Juni 2021.
- Henning Wall: Die Geilenkirchener Kreisbahnen. 100 Jahre – 1900–2000. Verlag Schweers+Wall, Aachen 2000, ISBN 3-89494-123-5, S. 134ff.